# Oak Harbor (Ohio)
Oak Harbor és una població dels Estats Units a l'estat d'Ohio. Segons el cens del 2000 tenia 2.841 habitants.

## Demografia
Segons el cens del 2000, Oak Harbor tenia 2.841 habitants, 1.162 habitatges, i 788 famílies. La densitat de població era de 824,7 habitants per km².
Dels 1.162 habitatges en un 33,4% hi vivien nens de menys de 18 anys, en un 53% hi vivien parelles casades, en un 10,8% dones solteres, i en un 32,1% no eren unitats familiars. En el 27,5% dels habitatges hi vivien persones soles el 13,8% de les quals corresponia a persones de 65 anys o més que vivien soles. El nombre mitjà de persones vivint en cada habitatge era de 2,44 i el nombre mitjà de persones que vivien en cada família era de 2,98.
Per edats la població es repartia de la següent manera: un 26,3% tenia menys de 18 anys, un 7,9% entre 18 i 24, un 29,5% entre 25 i 44, un 21,4% de 45 a 60 i un 14,9% 65 anys o més.
L'edat mediana era de 37 anys. Per cada 100 dones de 18 o més anys hi havia 88,6 homes.
La renda mediana per habitatge era de 45.275 $ i la renda mediana per família de 53.458 $. Els homes tenien una renda mediana de 40.144 $ mentre que les dones 22.857 $. La renda per capita de la població era de 23.809 $. Aproximadament el 2,3% de les famílies i el 3,5% de la població estaven per davall del llindar de pobresa.

## Poblacions més properes
El següent diagrama mostra les poblacions més properes.